# Luperina terrago
Luperina terrago là một loài bướm đêm trong họ Noctuidae.